# Кривоніс Вікторія Борисівна
Вікторія Борисівна Кривоніс (нар. 12 березня 1970, м. Тернопіль) — українська майстриня вишивки, громадська діячка. Член Національної спілки майстрів народного мистецтва України та партії «Європейська Солідарність». Депутат Тернопільської обласної ради (2020). Майстер народних художніх промислів художньої вишивки (2016).

## Життєпис
Вікторія Кривоніс народилася 12 березня 1970 року в Тернополі.
Закінчила Тернопільський національний економічний університет (нині - Західноукраїнський аціональний університет)(2007, магістр, спеціальність «комп'ютерна інженерія»).
Співзасновниця (2017) та голова (2019) громадської організації «Школа борщівської народної сорочки». Одна з організаторів проєкту «Відродження української сорочки». Учасниця проєкту «Вишивка в одязі видатних українців».
У 2020 році обрана депутатом Тернопільської обласної ради від партії «Європейська Солідарність». Секретар комісії з питань духовності, культури, свободи слова, інформації та розвитку громадянського суспільства.

## Творчість

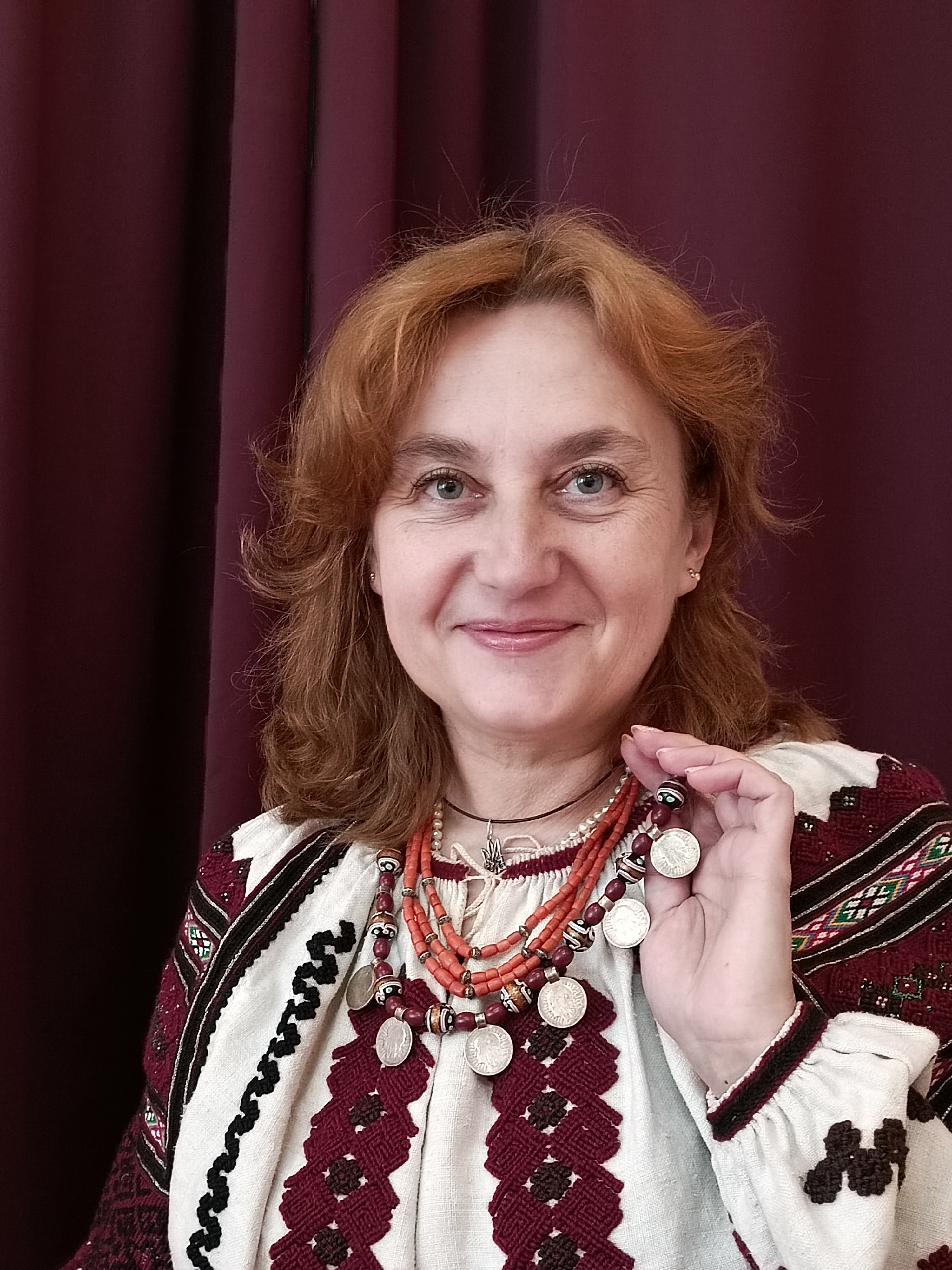
Вікторія Кривоніс

На початку 2000-х захопилася вишивкою. Відтоді опанувала понад 250 вишивальних технік. У доробку має вишиті сорочки, рушники, серветки та плетені намиста. Створює схеми вишивки в традиційних українських нехрестикових техніках.
У травні 2023 року мілітарі сорочку, яка створена за схемою Вікторії Кривоніс, волонтери подарували головнокомандувачу Збройних сил України Валерію Залужному. Її виготовили за взірцем вишиванки Степана Бандери.